# Lilithmon
Lilithmon es un personaje ficticio del anime Digimon. 
Es un digimon ángel caído Mega (Final), y la forma digievolucionada de LadyDevimon.

## Apariencia
Lilithmon es un digimon demonio. Tiene forma de una joven y bella mujer vestida con un kimono negro/morado y numerosas peinetas agarrándole el pelo. Una de sus manos es normal con uñas largas y afiladas mientras que la otra, dorada con es capaz de corromper cualquier cosa. Tiene cuatro alas negras y cintas negras y amarillas adornando su ropa. Es malvada y cruel con la bondad y generosa con la maldad. En el anime, es muy poderosa, por lo que es capaz de manipular a Daipenmon y a Mugendramon como si fueran sus mascotas. Era una Ophanimon, una digimon ángel sagrado de alto rango que se corrompió y obtuvo características demoníacas al caer en desgracia.

## Origen del nombre
Está basada en Lilit, la primera mujer según el judaísmo. A su vez representa a Asmodeo, el demonio del deseo carnal en la mitología judeocristiana y el rey de los demonios y esposo de Lilit según el Talmud. Por su parte, el sufijo "mon" significa monstruo.

## Ataques
Uña Nazar  - Su garra dorada brilla y ataca con ella corrompiendo todo. Incluso si su enemigo muere, seguirá sufriendo incluso después de muerto.
Dolor Fantasma - Maldice a su oponente con un doloroso hechizo.
Amor Oscuro - Lanza un beso letal que choca con su oponente, dañándolo o confundiéndolo.
Magia del Espejo - Realiza un hechizo y el espejo le muestra el pasado y el futuro.
Onda de la Oscuridad - Crea una ola de oscuridad destruyendo todo a su paso.

## Digimon Xros Wars
Lilithmon aparece como un general del "Bagura Army", siendo la segunda al mando después de Tactimon. Es la superior de IceDevimon y de Lucemon, enviándolo a la Zona Cielo para conseguir el Code Crown. Fue quien mandó a Arkadimon a matar a Taiki y sus amigos y robarles los Code Crown siendo Arkadimon derrotado. Lilithmon sufrió un ataque de ira al haber perdido. Debido a sus varias derrotas, cuando Bagramon reorganizó el Mundo Digital, Lilithmon fue degradada junto con Blastmon a espías de Darkknightmon. Junto con Blastmon y tres Vilemon se fucionaron en un Digixros oscuro para formar a Lilithmon Darkness Mode. Ayudó a pelear a Yuu contra Taiki, Nene y Kiriha en la batalla de los generales en el infierno digital. Cuando fue derrotada con Blastmon fue fusionada con él por Apollomon con Digixros oscuro, trasformándose en una bestia gigantesca que tenía un agujero negro como cuerpo con el cual empezó a devorar la zona del infierno. Fue al fin derrotada y murió en una devastadora explosión junto con Beelzebumon. No ha vuelto a reencarnar.

## Digievoluciones
| Nivel    | Cuerpo        | Digimon                 |
| -------- | ------------- | ----------------------- |
| Bebé     | Bebé          | YukimiBotamon           |
| Bebé II  | Principiante  | Nyaromon                |
| Novato   | Infantil      | Salamon                 |
| Campeón  | Maduro/Adulto | BlackGatomon            |
| Ultra    | Perfeccionado | LadyDevimon             |
| Mega     | Supremo       | Lilithmon               |
| Digixros | Fusión        | Lilithmon Darkness Mode |